# Koreocobitis rotundicaudata
Koreocobitis rotundicaudata és una espècie de peix de la família dels cobítids i de l'ordre dels cipriniformes.

## Morfologia
- Els mascles poden assolir 17 cm de llargària total.
- Nombre de vèrtebres: 47-49.[5][6]

## Alimentació
Menja insectes aquàtics.

## Hàbitat
Viu en zones de clima temperat.

## Distribució geogràfica
Es troba a Corea del Sud.